# B. Dondorf

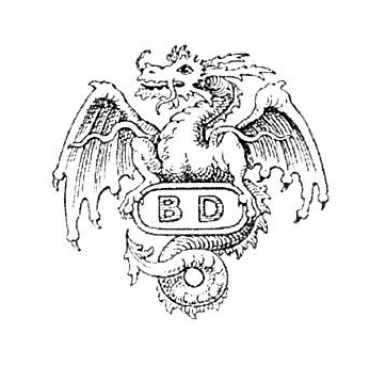
Der Dondorf-Drache, seit 1900 Markenzeichen von B. Dondorf

B. Dondorf war eine Druckerei mit Sitz in Frankfurt am Main. Das Unternehmen war ein führender Hersteller von Spielkarten. Das Betriebsgebäude, die Druckerei Dondorf in Frankfurt-Bockenheim, ist Teil der Route der Industriekultur.

## Geschichte
Der Lithograph und Drucker Bernhard Dondorf gründete am 2. April 1833 die Firma B. Dondorf als Druckerei und Handelsunternehmen in der Saalgasse 27 in Frankfurt. Er spezialisierte sich auf hochwertige Druckerzeugnisse. Ab 1839 wurden hier vor allem Spielkarten hergestellt. Daneben wurden Luxuspapiere, aber auch Gesellschaftsspiele produziert. Die hohe Qualität der hier angefertigten Lithographien führte 1850 zu der Gründung des Schwesterunternehmens Dondorf & Naumann (gemeinsam mit Carl Christian Otto Naumann), das ein führender Hersteller von Wertpapieren und Banknoten wurde. 1854 wurde eine Dampfmaschine angeschafft.

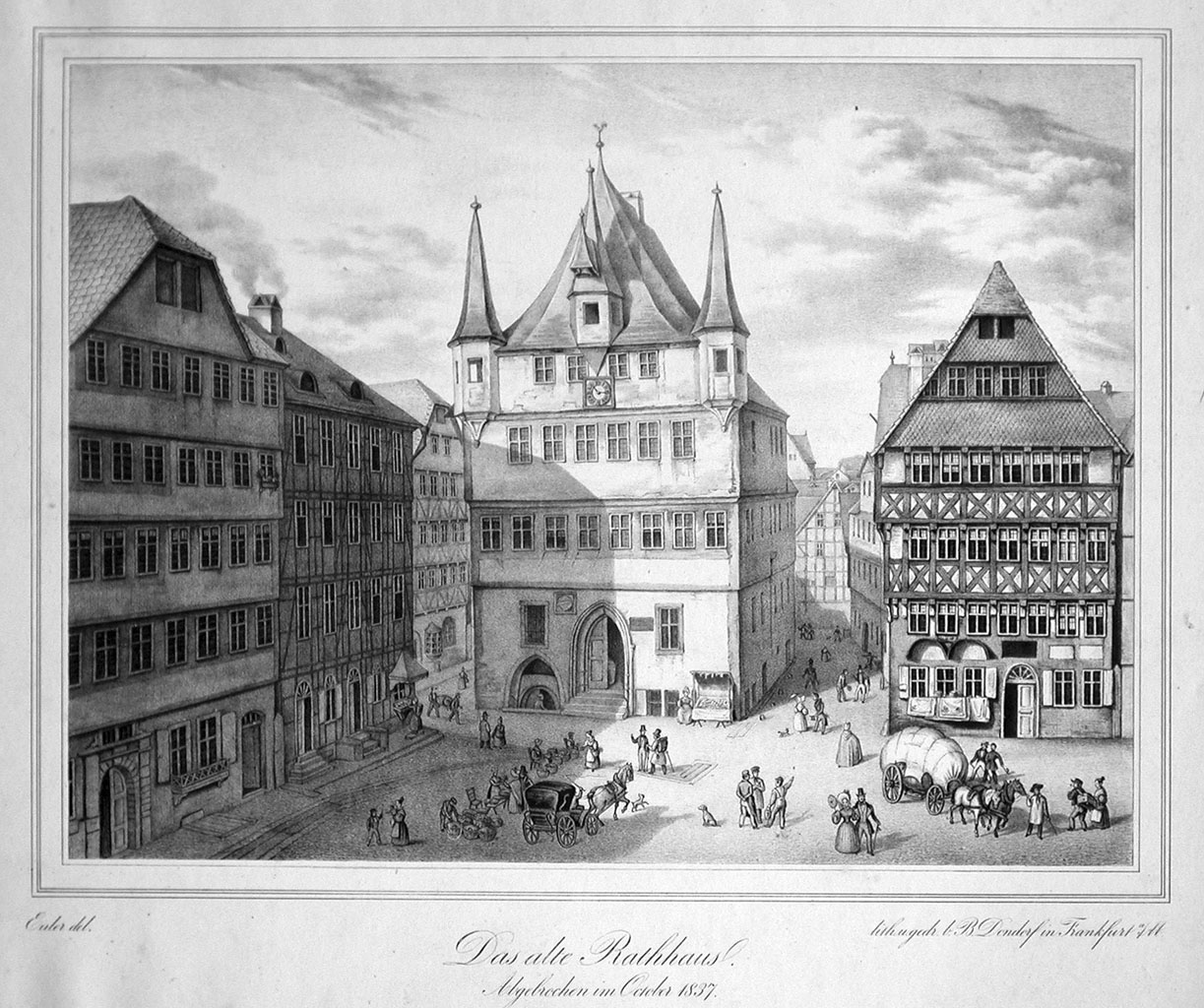
Lithographie von B. Dondorf aus dem Jahr 1837
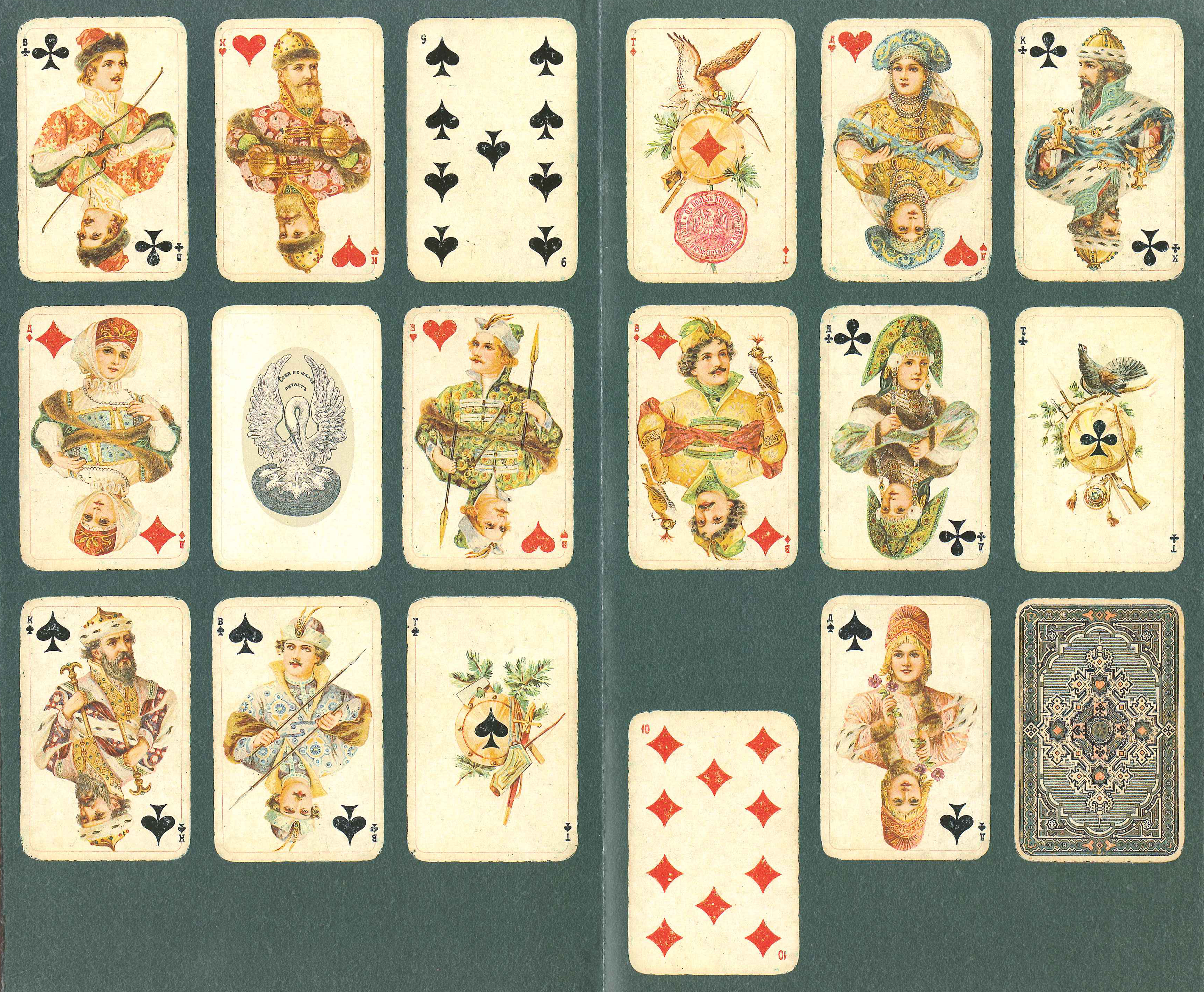
Kartenspielset von B. Dondorf für den russischen Markt
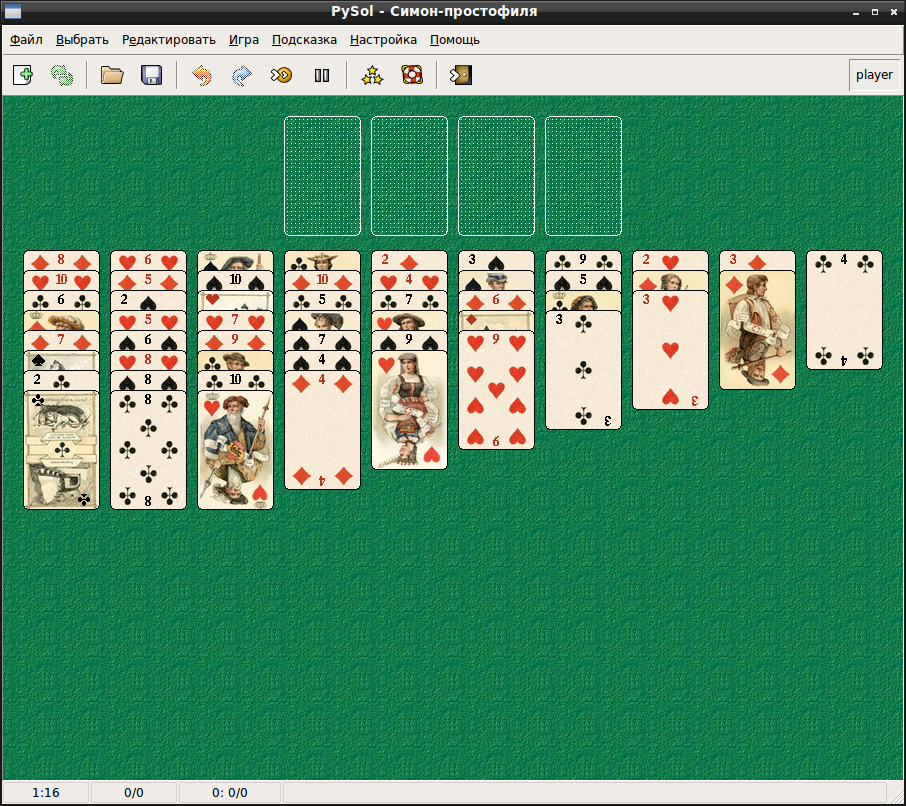
Kartenspielset von B. Dondorf, übernommen in ein Computerspiel

1872 schied Bernhard Dondorf aus der Firma aus. Nachfolger an der Firmenspitze wurden seine Söhne Carl (1844–1936) und Paul (1848–1904) und der Schwiegersohn Jacob Fries (der Mann von Anna Dondorf (1850–1927)), der jedoch 1890 wieder ausschied. Carl Dondorf war 1860 in die Firma eingetreten und für die technische Leitung zuständig. Paul Dondorf war für kaufmännische Fragen zuständig.
Ende des Jahres 1905 wurde die Firma in eine GmbH umgewandelt und firmierte nun als B. Dondorf GmbH, Frankfurt a. M. Eigentümer waren nun Carl und Otto Dondorf (Otto war der Sohn von Paul Dondorf) und Marie Dondorf. 1905 beschäftigte die Firma 290 Arbeiter und 260 Arbeiterinnen.
Der Erste Weltkrieg führte zu einem Rückgang des Geschäftes. 1920 wurden nur noch 560 Arbeiter beschäftigt. 1925 schied Carl Dondorf altersbedingt aus dem Unternehmen aus. Im Geschäftsjahr 1918/1919 wurden über 9 Millionen Kartenspiele verkauft.
1928 wollte sich die Familie aus dem Unternehmen zurückziehen. Ein Plan, die Firma in eine Aktiengesellschaft umzuwandeln und sie über die Börse zu verkaufen, musste fallengelassen werden. Daher wurde die Firme in Teilen direkt verkauft.
Das Firmengelände an der Bockenheimer Landstraße erwarb im November 1928 die Union-Druckerei, die unter anderem die Volksstimme herausgab. Anfang 1929 wurden die sechs Produktbereiche einzeln verkauft:
- Die Spielkartenproduktion ging an die Firma Carl Flemming & C.T. Wiskott AG in Glogau
- Die Papierstreicherei an die Firma Franz Dahlem in Aschaffenburg
- Der Steindruck wurde von der Firma Paul Pittius in Berlin übernommen
- Der Gesellschaftsspieleverlag an J. W. Spear & Söhne
- Die Abteilung Papierausstattung erwarb die Firma Eugen Lemppenau, Stuttgart
- Die Herstellung gummierter Etiketten ging an Firma Karl Niemann, Frankfurt

Die Marke B. Dondorf wurde durch Flemmig-Wiskott (bekannt für Buchdruck und Notgeld-Ausgaben) weitergeführt. Sie firmierten in Frankfurt als B. Dondorf Spielkartenfabrik GmbH, Frankfurt a. M. Die Produktion wurde nach Frankfurt-Sachsenhausen in die Darmstädter Landstraße 224 ausgelagert. 1932 wurde die Produktion von Flemming-Wiskott in Glogau aufgegeben und auch nach Frankfurt verlegt. Die Beschäftigtenzahl war jedoch weiter auf 110 Personen gesunken. 1933 wurde die Firma durch ASS Altenburger übernommen. Die Produktion wurde nun nach Altenburg verlagert, die Marke Dondorf jedoch weiter genutzt.
Die Familie Dondorf hatte das Unternehmen rechtzeitig vor der Weltwirtschaftskrise verkauft. In der Zeit des Nationalsozialismus wurden sie jedoch aufgrund ihrer jüdischen Herkunft Opfer der Verfolgungen. Die Kinder von Carl Dondorf erlitten folgende Schicksale: Clara Dondorf emigrierte 1938 in die Schweiz und starb 1970 in London. Helene Dondorf wurde 1941 in das Ghetto Łódź verschleppt und starb dort drei Monate später. Marie konnte nach New York auswandern und kehrte nach dem Krieg zurück. Olga flüchtete nach London, wo sie bis zu ihrem Tod lebte.

## Druckereigebäude

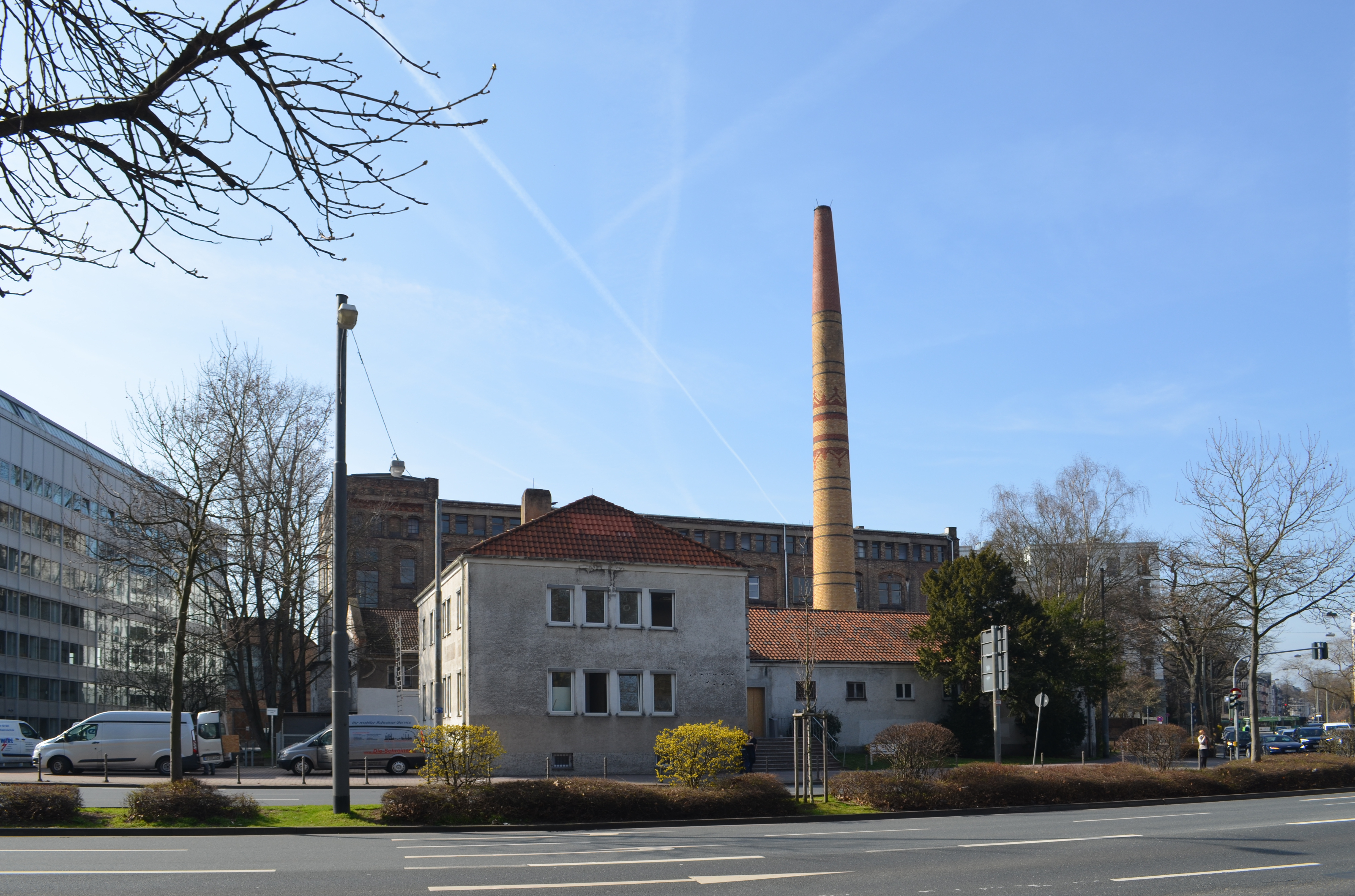
Backsteinbau der Dondorfschen Druckerei im Hintergrund; im Vordergrund das Bahlsenhaus

1873 erbaute B. Dondorf ein neues Fabrikgebäude in Bockenheim. Das Grundstück Bockenheimer Landstraße 136 mit 6000 m² Fläche hatte die Stadt Frankfurt für 73.000 Mark verkauft. Der hohe Schornstein zeugt noch heute von der damaligen Dampfmaschinentechnik. 1890 wurde in der Fabrik elektrisches Licht eingeführt. Im gleichen Jahr erfolgte ein Erweiterungsbau auf dem neu erworbenen Nachbargrundstück, ein großes Backsteingebäude.

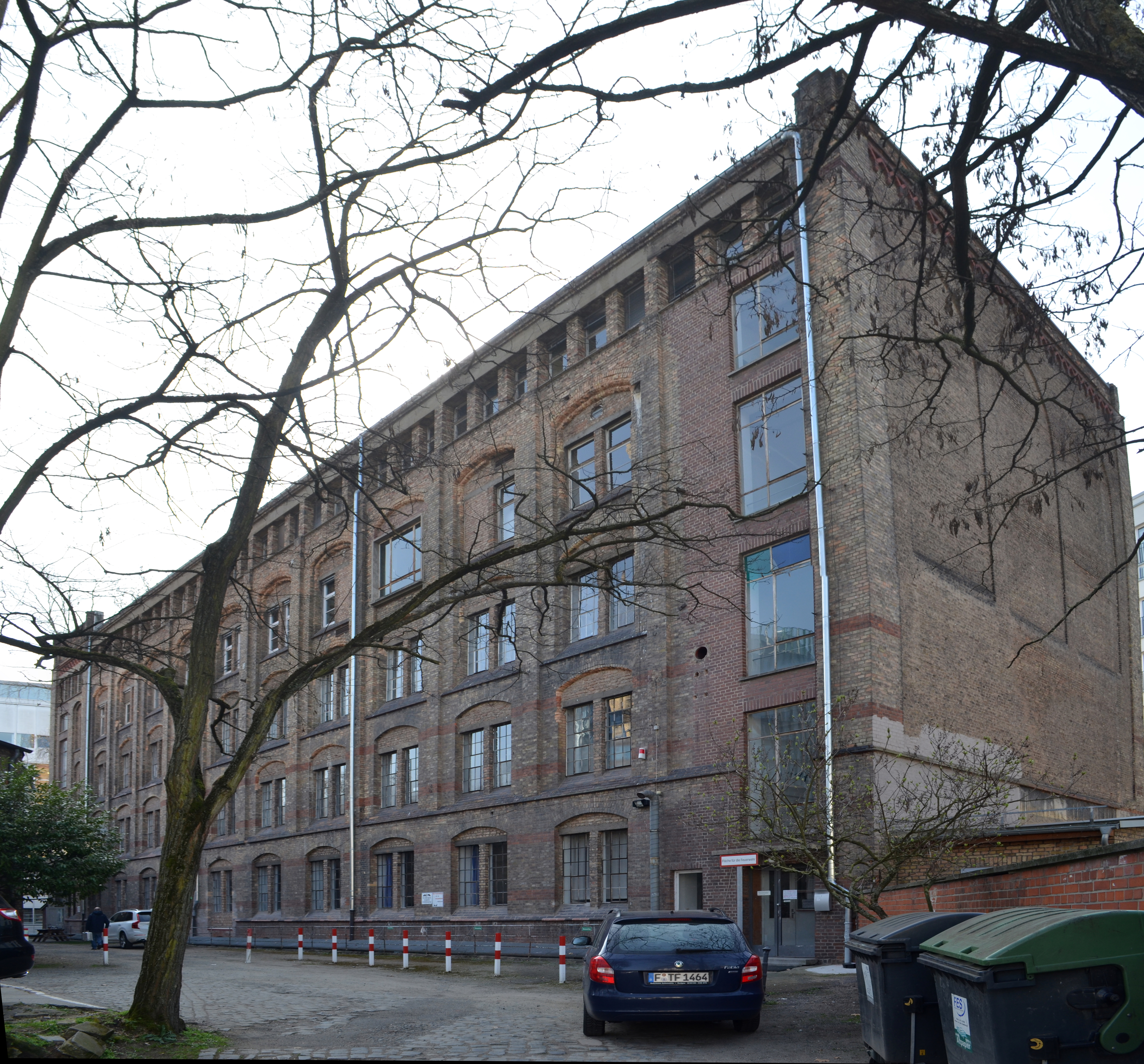
Backsteingebäude von 1890
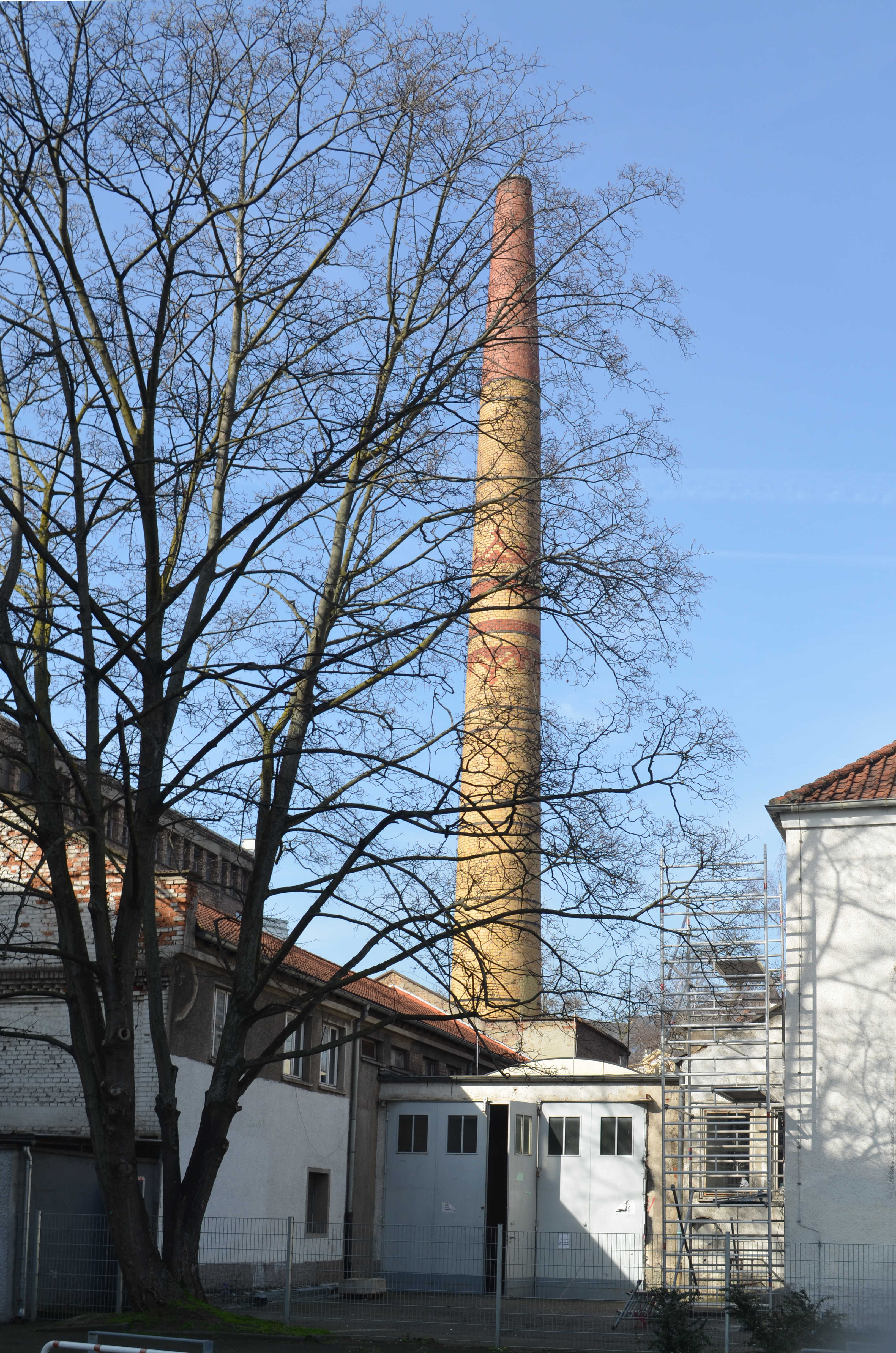
Schornstein
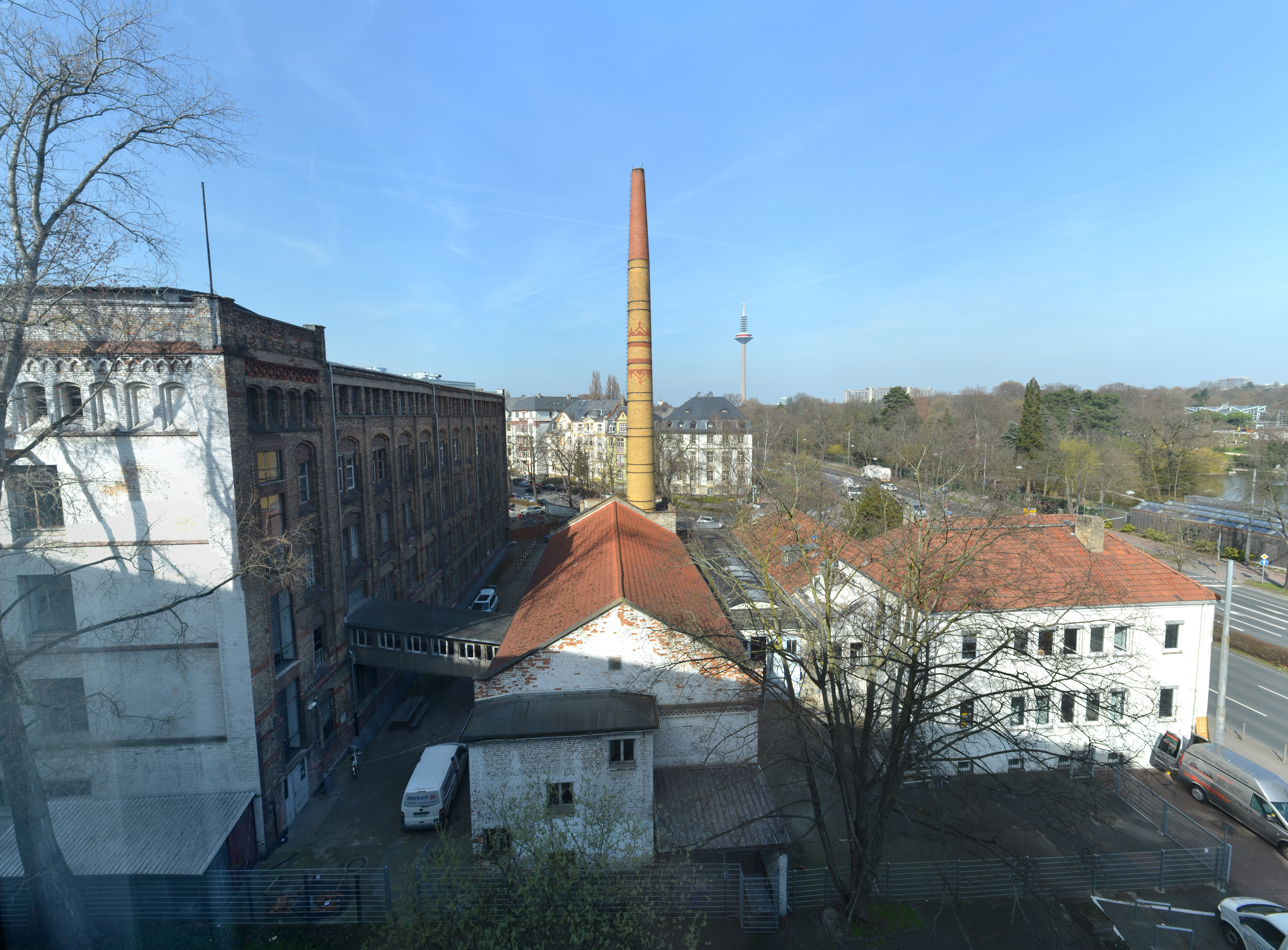
Totale
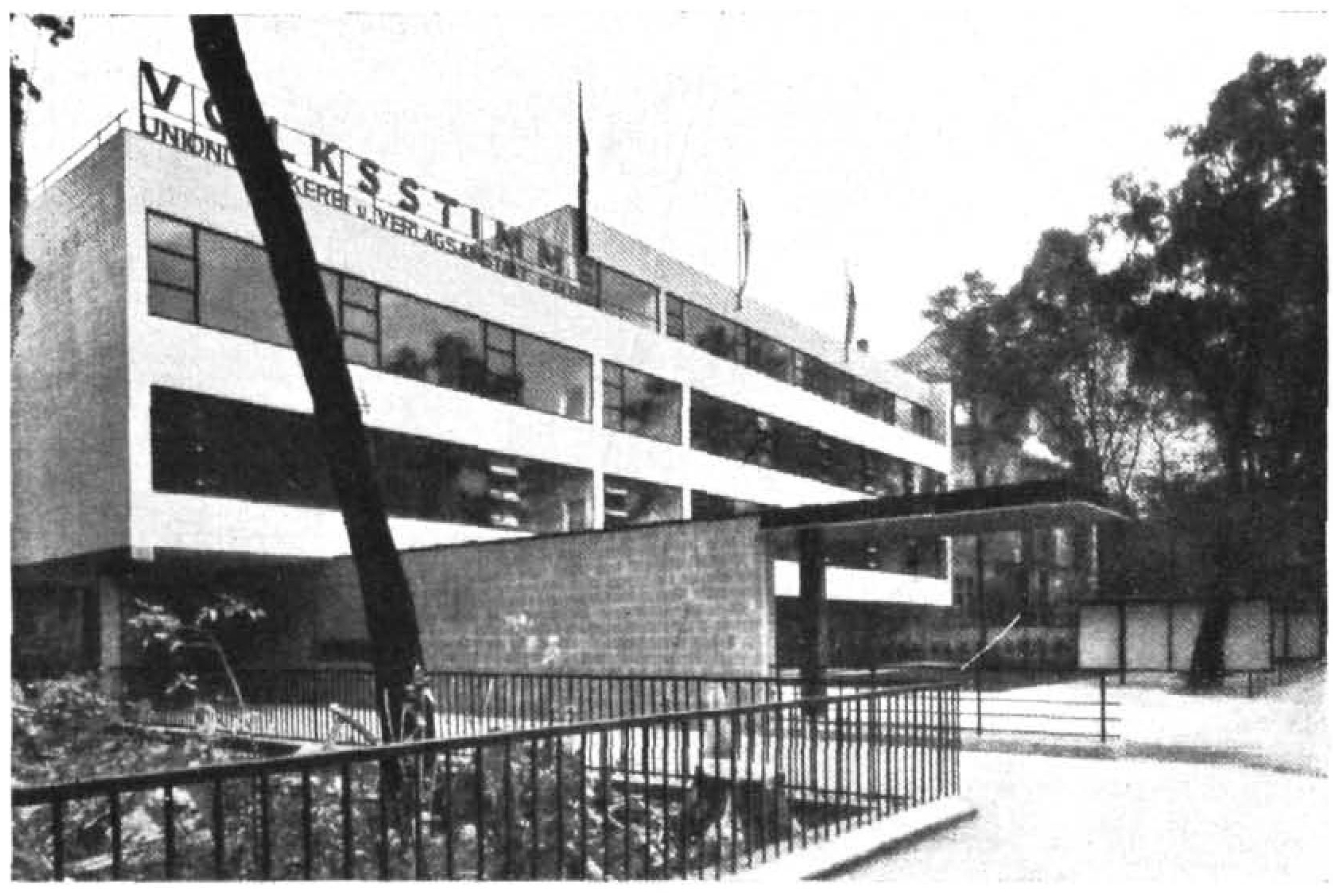
1945 zerstörtes Verwaltungsgebäude der Volksstimme von Johann Wilhelm Lehr

Nach dem Verkauf des Geländes an die Union-Druckerei 1928 (das Grundstück hatte nun eine Größe von 11.206 m²) für 935.000 Mark erfolgte 1929 ein Umbau nach Plänen des Architekten Johann Wilhelm Lehr für weitere 300.000 Mark. Mit der Machtergreifung der Nationalsozialisten wurde die Volksstimme verboten und die Union-Druckerei aufgelöst. Die Nationalsozialisten ließen dort das nationalsozialistische Frankfurter Volksblatt drucken, bis Julius Streicher die Druckmaschinen nach Nürnberg transportieren ließ, um damit das Hetzblatt Der Stürmer zu drucken. Ein Luftangriff am 8. Februar 1944 zerstörte große Teile des Frankfurter Druckereikomplexes. Das repräsentative Verwaltungsgebäude wurde völlig zerstört, das Backsteingebäude brannte aus, blieb jedoch in Teilen erhalten. Unversehrt blieb der Schornstein. Nach dem Krieg erfolgte die Rückgabe der Liegenschaft an die Union-Druckerei und der Wiederaufbau. Seit 1961 wurden die Gebäude durch die benachbarte Johann Wolfgang Goethe-Universität Frankfurt am Main genutzt, die zuletzt darin das Institut für Kunstpädagogik und das Universitätsarchiv sowie Proberäume für die Hochschule für Musik und Darstellende Kunst unterbrachte.
Hieß es ursprünglich, dass ab 2023 das Max-Planck-Institut für empirische Ästhetik seinen Standort nach Bockenheim verlegen wird und dafür die ehemalige Druckerei entkernen und umgestalten sowie durch einen Neubau ergänzen will., so wurde Anfang 2023 von der Max-Planck-Gesellschaft bekannt gegeben, dass sie das nicht unter Denkmalschutz stehende historische Gebäudeensemble abreißen und rekonstruieren müsse, da sich aufgrund des schlechten Zustands der Bausubstanz eine Sanierung unter wirtschaftlichen Gesichtspunkten nicht umsetzen lasse und der bestehende Altbau geltende Auflagen für die geplante Nutzung nicht erfülle. Dabei wolle man sich am ursprünglichen Erscheinungsbild des Gebäudes orientieren.

## Erhaltungsbestrebung
Gegen den Abriss hat sich eine Bürgerinitiative gebildet, die mit einer Petition den Erhalt des Gebäudes anstrebt; auch der zuständige Ortsbeirat sprach sich ausdrücklich für den Erhalt des Druckereigebäudes aus. Eine weitere Initiative hat die weiterhin in Teilen von der Goethe-Universität genutzte Druckerei im Juni 2023 besetzt und den Erhalt des Gebäudes sowie die dortige Errichtung eines Kulturzentrums gefordert. Nachdem Gesprächsversuche scheiterten und sich die Besetzter weigerten, das Gelände zu verlassen, stellte die Universität Strafanzeige, woraufhin das Gebäude am 12. Juli durch die Polizei geräumt wurde.
Am 9. Dezember 2023 wurde das leerstehende Gebäude abermals von dem Kollektiv „Die Druckerei“ besetzt. Neben der Forderung nach dem Erhalt des Gebäudes und dessen nicht-kommerzieller (Zwischen-)Nutzung werfen die Aktivisten der Stadt und der Universität eine Politik der Verdrängung und Gentrifizierung vor und betonen die kulturelle Bedeutung der Druckerei aufgrund ihrer jüdischen Geschichte. Am 12. Dezember räumte die Polizei das Gebäude bis unter das Dach, auf dem sich zunächst 18 Aktivisten verschanzten. Zwischenzeitliche Verhandlungen scheiterten an der Forderung der Besetzer, die gegen sie gestellten Strafanträge zurückzuziehen – als Moderator stellte sich der städtische Planungsdezernent Marcus Gwechenberger (SPD) zur Verfügung. Die Universität vermittelte mehrfach Gesprächstermine mit der scheidenden Wissenschaftsministerin Angela Dorn (Die Grünen), die jedoch von den Besetzern abgelehnt wurden. Eigentümer des ehemaligen Druckereigebäudes ist das Land Hessen, vertreten vom Hessischen Ministerium für Wissenschaft und Kunst, für das die Universität das Gebäude sichern lässt, bis es durch das Land an einen neuen Nutzer übergeben wird. Die Kritik der Besetzer am Vorgehen der Universität und der Polizei wurde auch vom AStA der Universität geteilt, der das Vorgehen der Polizei als rechtswidrig bezeichnet.
Am Morgen des 19. Dezembers wurde das Dach der Druckerei unter Anwendung unmittelbaren Zwangs eines Spezialeinsatzkommandos der Polizei geräumt und somit die Besetzung beendet.
Am 10. Januar 2024 gab die Max-Planck-Gesellschaft bekannt, ihre Pläne für einen Neubau am Standort der Druckerei verworfen zu haben.
Anfang Juni 2024 gab die Stadt Frankfurt bekannt, dass sie das Gebäude als Ausweichquartier für die sanierungsbedürftige Schirn nutzen will.